# Соврамонте
Соврамонте (итал. Sovramonte) је насеље у Италији у округу Белуно, региону Венето.
Према процени из 2011. у насељу је живело 1697 становника. Насеље се налази на надморској висини од 618 м.

## Становништво
Према резултатима пописа становништва 2011. у општини је живело 1.514 становника.
| 1931. | 1936. | 1951. | 1961. | 1971. | 1981. | 1991. | 2001. | 2011. |
| ----- | ----- | ----- | ----- | ----- | ----- | ----- | ----- | ----- |
| 3.460 | 3.102 | 3.438 | 2.904 | 2.150 | 1.981 | 1.818 | 1.697 | 1.514 |